# Je pense à elle, elle pense à moi
Singles de Alain Chamfort
L'Amour en France
(1973) L'Amour n'est pas une chanson
(1974)
Je pense à elle, elle pense à moi est une chanson interprétée par Alain Chamfort en  1973.
Sorti en single 45 tours en octobre, soit quatre mois après L'Amour en France, Je pense à elle..., orchestré par Jean-Claude Petit, sera classé de novembre 1973 à janvier 1974 au hit-parade d'Europe 1. Il s'est vendu à plus de 150 000 exemplaires.

## Liste des titres
| A1. | Je pense à elle, elle pense à moi | Frank Thomas | Alain Chamfort, Michel Pelay | 3:10 |
| B1. | Ma leçon d'amour                  | Yves Dessca  | Alain Chamfort, Michel Pelay | 2:52 |

## Classements

### Classements hebdomadaires
| Classement (1973-1974)                  | Meilleure position |
| --------------------------------------- | ------------------ |
| Belgique (Wallonie Ultratop 50 Singles) | 12                 |
| France (IFOP)                           | 11                 |
| Japon (Oricon)                          | 90                 |

## Historique de sortie
| Pays   | Date         | Format   | Label                |
| ------ | ------------ | -------- | -------------------- |
| France | octobre 1973 | 45 tours | Disques Flèche       |
| Japon  | 1973         | 45 tours | Epic, Disques Flèche |